# Hestia longifolia
Hestia longifolia S.Y. Wong & P.C. Boyce – gatunek hapaksantu z monotypowego rodzaju Hestia, wyodrębnionego w 2010 roku z rodzaju Schismatoglottis, w rodzinie obrazkowatych. Endemiczny dla Malezji i Brunei. W Malezji występuje w rejonie między Perakiem na Półwyspie Malajskim, a Sarawakiem na Borneo. Zasiedla formacje keranga (wrzosowiska) w nizinnych, pierwotnych lasach deszczowych oraz lasach wtórnych. Występuje wyłącznie na glebach bielicowych, na terenach bagnistych, czasami przy strumieniach, na wysokości nie przekraczającej 250 m n.p.m.
Nazwa naukowa rodzaju Hestia pochodzi od mitycznej Hestii, bogini domowego ogniska, świętego, wiecznego ognia i czystości, i została nadana z uwagi na podatne na pożary siedliska tego gatunku oraz ledwie otwartą pochwę kwiatostanu; longifolia w języku łacińskim oznacza „długolistna”.
Lektotypem gatunku jest okaz zielnikowy wskazany przez Haya (Sandakania 7), zebrany w 1967 roku na wzgórzu Bukit Larut w Peraku, przechowywany w herbarium Kew Gardens.

## Morfologia
PokrójUmiarkowanej wielkości roślina zielna, tworząca kępy.
ŁodygaPodziemne kłącze, zwykle głęboko schowane w warstwie torfu. Pędy naziemne łatwo oddzielają się od łodygi.
LiścieZ wielu pąków wierzchołkowych łodygi roślina wypuszcza odziomkowo po kilka liści tworzących kępę. Ogonki w przekroju półokrągłe, w dolnej części zrośnięte, ukryte w zwężającej się pochwie, w górnej części okrągłe i zwężone, rozdzielają się na krótkie języczki. Blaszki liściowe lancetowate, wydłużone, u nasady wąsko zwężające się do ogonka do wąsko zaokrąglonych, wierzchołkowo krótko zaostrzone i kończykowate. Po każdej stronie blaszki znajduje się około 7 żyłek pierwszorzędowych, ledwie widocznych odosiowo. Nerwacja drugo- i trzeciorzędowa niepozorna.
KwiatyKwiatostan złożony z kilku kwiatostanów typu kolbowatego pseudancjum, kwitnących sekwencyjnie. Pęd kwiatostanowy bardzo cienki, sztywny, do połowy wzniesiony. Kwiatostan zwisa z wierzchołka pędu. Pochwa kwiatostanu wąska, cylindryczna, zwężająca się do ostrego wierzchołka. W dolnej części wąsko jajowata, w górnej wąsko lancetowata, lekko zwężona. W okresie kwitnienia pochwa lekko się rozdyma i rozchyla. Po przekwitnięciu górna część pochwy rozpuszcza się i odpada. Kolba, w dolnej części, pokrytej kwiatami żeńskimi, przyrasta do pochwy. Zalążnie kuliste, raczej rzadko rozmieszczone. Znamiona słupków guzikowate, siedzące. Między zalążniami znajdują się cienkie i dłuższe od słupków prątniczki, skoncentrowane w wąskich paskach u podstawy kolby oraz w miejscu złączenia pochwy z kolbą. Kwiaty męskie gęsto położone, niektóre częściowo zrośnięte nitkami, tworząc pary lub trójki, inne pojedyncze. Główki pręcików od góry  klepsydrowate, z łącznikami tworzącymi lekkie kopułki między pylnikami. Pylniki otwierają się przez szczelinowate pory na koniuszkach. Pyłek pylisty. Cylindryczno-stożkowaty do bardzo wąsko jajowatego wyrostek kolby pokryty jest bardzo gęsto umieszczonymi, kolumnowatymi, płasko zakończonymi prątniczkami.
OwocePochwa owocostanu dzwonkowata, zwisająca z pędu, po dojrzeniu owoców rozpływa się w kierunku szypułki, otwierając się wzdłuż. Jagody jajowato-kuliste, lekko spłaszczone, zielone. Nasiona eliptyczne, podłużnie mocno żebrowane, brązowe.